# Теодот Киринейський
Теодот Киринейський або Святий Теодот (англ. St. Theodotus, † 320) — кіпрський святий, єпископ Киринеї (англ. Cyrenia) на острові Кіпр, сповідник.
Теодот Кириейський відзначався духом християнської побожності й апостольської ревності. Під час перебування на Кіпрі він навернув чимало поган до Христової віри. Невдовзі Теодота обрали єпископом Киринеї. За правління імператора Лікинія, гонителя християн, було наказано ув'язнити також і Теодота. Довідавшись про це, єпископ сам прийшов до нього, щоб засвідчити свою віру в Христа.
Теодота почали бити палицями, рвати до костей тіло залізними гаками, але він терпеливо все зносив і навіть не зойкнув, а тільки голосно молився. Багато поган, які бачили геройську терпеливість мученика, навернулися до Христа. Тоді його кинули до в'язниці. За правління імператора Константина Великого Теодота звільнили і він ще два роки управляв Церквою в Киринеї. По вічну нагороду визнавця відійшов 320 року.
- Пам'ять — 15 березня

## Джерело
- Рубрика Покуття. Календар і життя святих.[недоступне посилання з липня 2019] (дозвіл отримано 9.01.2008)